# اوتلوک (واشینگتن)
اوتلوک (به انگلیسی: Outlook) یک منطقهٔ مسکونی در ایالات متحده آمریکا است که در شهرستان یاکیما، واشینگتن واقع شده‌است. اوتلوک ۲۹۲ نفر جمعیت دارد و ۲۳۸٫۹۷ متر بالاتر از سطح دریا واقع شده‌است.